# Wislikofen
Wislikofen is een plaats en voormalige gemeente in het Zwitserse kanton Aargau en maakt deel uit van het district Zurzach.
Wislikofen telt 338 inwoners.
Op 1 januari 2022 fuseerde Wislikofen met de gemeenten Bad Zurzach, Baldingen, Böbikon, Kaiserstuhl, Rekingen, Rietheim en Rümikon tot een nieuwe gemeente die de naam Zurzach kreeg.

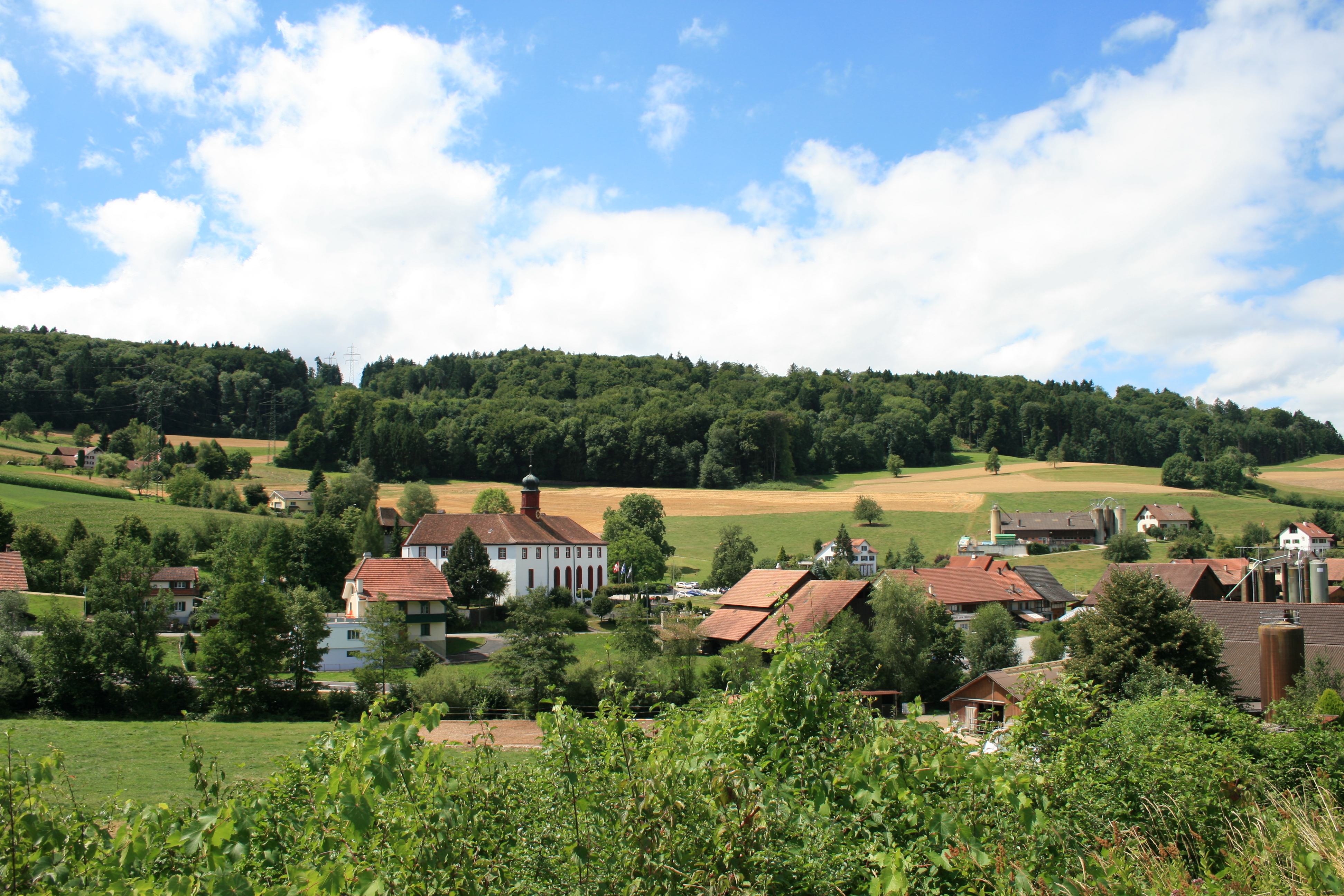
Wislikofen